# Grande Valparaíso
O Grande Valparaíso (em castelhano:  Gran Valparaíso) é uma conurbação localizada na Região de Valparaíso, Chile. Está formada pelas comunas chilenas de Valparaíso, Vinha do Mar, Concón, Quilpué e Villa Alemana.
De acordo ao Instituto Nacional de Estatísticas do Chile conta preliminarmente no censo 2012 com 979.127 habitantes (incluindo Limache), representando o 5,6% do país, convertendo-a na segunda área mais importante do país depois de Santiago. Sua importância ademais arraiga em ser sede do Congresso Nacional, um considerável pólo de serviços, e um dos centros culturais e circuitos turísticos mais importante do país.